# آموس ماریانی
آموس ماریانی (به ایتالیایی: Amos Mariani) بازیکن فوتبال و اهل ایتالیا است که از سال ۱۹۵۲ میلادی عضو تیم ملی فوتبال ایتالیا بوده و در ۴ بازی ملی حضور داشته‌است. او در بازی‌های ملی‌اش ۲ گل به ثمر رساند.
آموس ماریانی آخرین بازی ملی خود را در سال ۱۹۵۹ میلادی انجام داد.